# Soto en Cameros
Soto en Cameros település Spanyolországban, La Rioja autonóm közösségben. Soto en Cameros Viguera, Nalda, Clavijo, Leza de Río Leza, Lagunilla del Jubera, Santa Engracia del Jubera, Munilla, Hornillos de Cameros, San Román de Cameros és Terroba községekkel határos. Lakosainak száma 85 fő (2024).

## Népesség
A település népessége az elmúlt években az alábbi módon változott:
| Lakosok száma | 158  | 182  | 181  | 152  | 141  | 118  | 97   | 89   | 81   | 85   |
|               | 2001 | 2004 | 2007 | 2009 | 2012 | 2014 | 2017 | 2019 | 2022 | 2024 |